# Stephen Poliakoff
Stephen Poliakoff, född 1 december 1952 i London, är en brittisk dramatiker, manusförfattare och tv- och filmregissör.

## Biografi
Stephen Poliakoff studerade vid King's College vid University of Cambridge men avslutade aldrig studierna. Han omnämndes första gången i nationell press redan år 1969 på grund av pjäsen Granny som han skrev och regisserade medan han ännu gick på Westminster School i London. Hans professionella debut som dramatiker kom 1974 med The Carnation Gang som hade premiär på Bush Theatre och Clever Soldiers som hade premiär på Hampstead Theatre Club. Han fick sitt genombrott året därpå med City Sugar och Hitting Town (Helkväll på stan) som båda hade premiär på Bush Theatre. City Sugar blev en sådan framgång att den flyttades till West End och han erhöll Evening Standards Most Promising Playwright Award. Shout Across the River hade urpremiär på Royal Shakespeare Company 1978 och blev hans största internationella framgång. Den har även spelats i fem uppsättningar i Sverige under fyra olika titlar.
Liksom sina generationskamrater inom 1970- och det tidiga 1980-talets brittiska samtidsdramatik skrev han om ett krackelerande samhälle ur unga människors perspektiv. Det samhälle som skildrades i pjäserna var präglat av uppgörelsen med det förlorade imperiet och de sociala konvulsionerna efter oljekrisen 1973. Mot mitten av 1980-talet vidgade han sitt perspektiv och började skriva vuxna pjäser om europeiska teman. Samtidigt började han en ny karriär som manusförfattare för TV. 1987 började han regissera själv och har blivit framgångsrik, hans TV-filmer säljer internationellt. 1999 vann han Prix Italia för TV-filmen Shooting the Past.

## Utmärkelser
Både för sina tv-filmer och för sina biofilmer har Stephen Poliakoff belönats med en mängd internationella utmärkelser. Hans främsta erkännanden inkluderar två Bafta för Caught On A Train (1980), fem pris på Venedigs filmfestival för She’s Been Away (1989), Evening Standards pris för Årets bästa brittiska film för Close My Eyes (1991), Prix Italia för Shooting The Past (1999), två Bafta och en Peabody för Perfect Strangers (2001), tre Emmy för The Lost Prince (2003), två Golden Globe och en Peabody för Gideon’s Daughter (2006) samt en Emmynominering och en Bafta för Capturing Mary (2007).

## Uppsättningar i Sverige
- 1979 Helkväll på stan (Hitting Town), Radioteatern, översättning Thomas Preis, regi Anders Thuresson
- 1980 Nedbrytningen (Shout Across the River), Radioteatern, översättning & regi Britt Edwall, med Mona Malm, Marie Göranzon
- 1980 Rötmånad (Strawberry Fields), Radioteatern, översättning Birgit Edlund, regi Barbro Larsson
- 1980 Skrik för livet (Shout Across the River), Göteborgs stadsteater, översättning Gudrun Kjellberg, regi Gunilla Berg
- 1980 Skrik för livet, Teater 23, översättning Gudrun Kjellberg, regi Radu Penciulescu
- 1982 Hjältar (Heroes), Radioteatern, översättning Stina Eidem, regi Staffan Roos
- 1982 I askan vid floden sökte hon (Shout Across the River), Riksteatern, översättning Britt Edwall, regi Christian Tomner, med Bergljót Árnadóttir
- 1982 Det är natt i studio F (och allting flimrar förbi) (American Days), Radioteatern, översättning Nils A. Bengtsson & Britt Edwall, regi Britt Edwall, med Peter Stormare, Krister Henriksson & Rolf Skoglund
- 1986 Genombrottet (Breaking the Silence), Göteborgs stadsteater, översättning Thomas Kinding, regi Göran Stangertz
- 1986 Rop över floden (Shout Across the River), Stockholms stadsteater, översättning Torbjörn Hjelm & Lærke Reddersen, regi Lærke Reddersen, med Gunilla Röör, Claes Ljungmark
- 1986 I askan vid floden sökte hon, Länsteatern i Dalarna, översättning Britt Edwall, regi Leif Nilsson, med Sissela Kyle
- 1987 Jag vinner alltid (Favourite Nights), Radioteatern, översättning Anna Pyk & Sture Pyk, regi Göran Stangertz, med Cecilia Ljung

## Filmografi i urval
- 1976 Hitting Town
- 1977 Stronger Than The Sun
- 1978 City Sugar
- 1979 Bloody Kids
- 1980 Caught On A Train
- 1982 Soft Targets
- 1987 Hidden City
- 1989 She’s Been Away
- 1991 Close My Eyes
- 1994 Century
- 1998 The Tribe
- 1999 Shooting The Past
- 2001 Perfect Strangers
- 2003 The Lost Prince
- 2006 Friends and Crocodiles
- 2006 Gideon’s Daughter
- 2007 Joe’s Palace
- 2007 A Real Summer
- 2007 Capturing Mary
- 2009 Glorious ’39
- 2011 Astonish Me
- 2013 Dancing On The Edge
- 2016 Close To The Enemy
- 2019 Summer of Rockets